# Adam Luidl
Adam Luidl (* vor 1645 in Mering; † 6. August 1681 in Dachau) war ein deutscher Bildhauer des Barock, der vor allem im heutigen Landkreis Dachau gewirkt hat.

## Leben
Adam Luidls Vater Michael Luidl (um 1627 – 1683) betrieb seine Bildhauerwerkstatt im „Oberen Dorf“ zwischen Hafnerberg und Fuchsberg in Mering. Seine Mutter hieß Christina. Ob Adam oder sein Bruder Lorenz Luidl der ältere war, kann nicht mit Sicherheit gesagt werden. Adam machte jedenfalls bei Lorenz eine Lehre in Landsberg am Lech. Die Lehrzeit dauerte vom 18. Oktober 1668 bis zum 23. Oktober 1672. Adam Luidl zahlte kein Lehrgeld und brauchte nur vier Jahre Lehrzeit, „weil er schon erfahren ist“. Höchstwahrscheinlich hat Adam schon bei Gelegenheitsarbeiten in der Werkstatt seines Vaters in Mering mitgeholfen und machte nun bei seinem Bruder eine „offizielle“ Ausbildung zum Bildhauer.

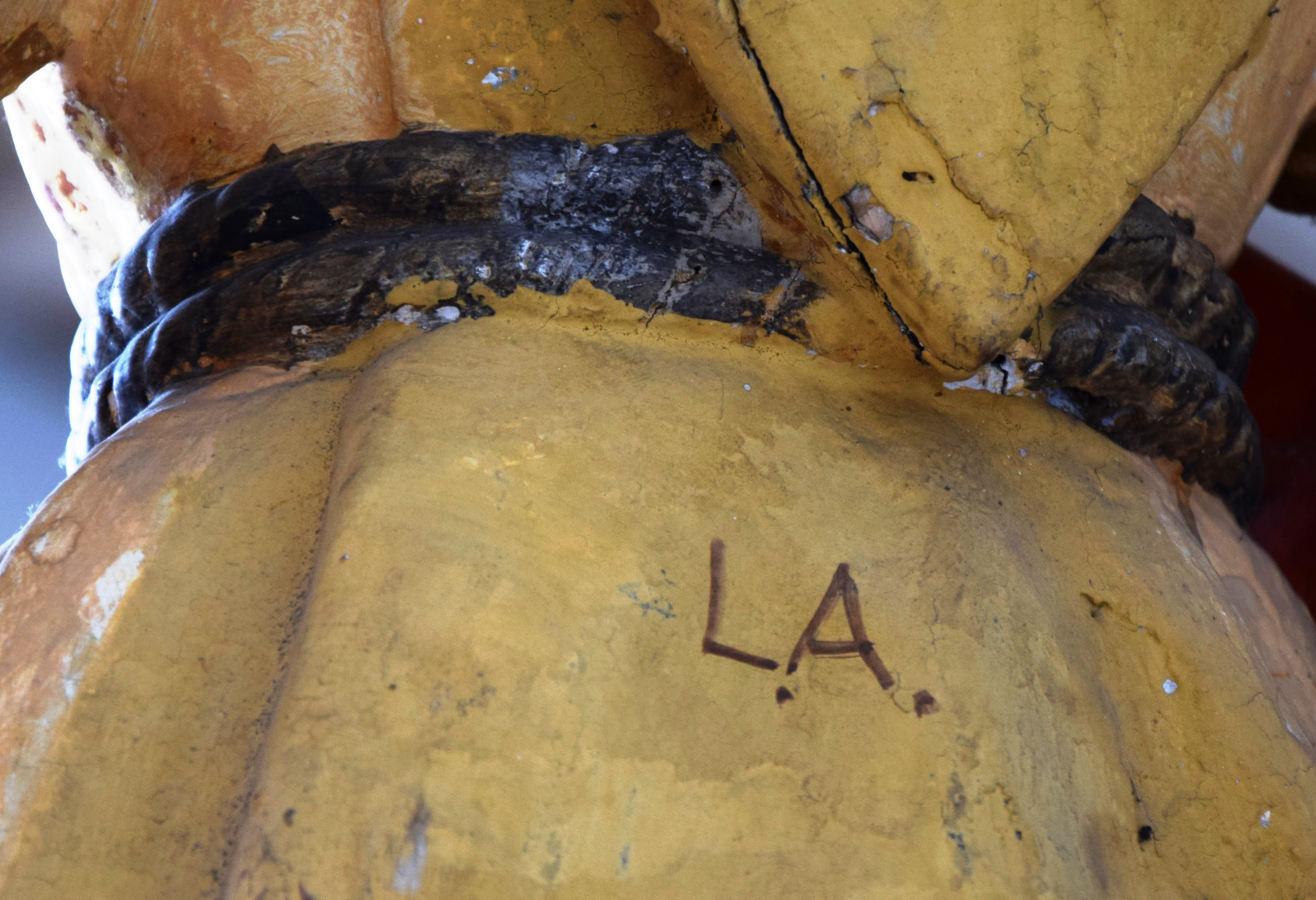
Signatur Adam Luidls („LA“) auf der Rückseite der Antoniusfigur am linken Seitenaltar in Feldgeding.

Ende 1672 war Adam Luidl mit seiner Lehre fertig. Kehrte er nach Mering zurück, wie es teilweise vermutet wird? Unbekannt ist, wohin ihn seine Gesellenjahre führten. Ab 1673 sind einige Arbeiten in der Gegend nördlich von München nachgewiesen. Jedenfalls erhielt er am 6. Februar 1677 das Bürgerrecht in Dachau. Adam Luidl heiratete und kaufte sich 1679 ein Haus in der Wieningerstraße 15 (früher Haus Nr. 66) in Dachau. Am 16. Februar 1679 kam die Tochter Rosina Luidl zur Welt, am 2. November 1680 die Zwillinge Zacharias und Johann Georg Luidl. Adam Luidl starb jedoch schon am 6. August 1681. Noch im Todesjahr ihres Mannes (1681) verkaufte die Witwe das Haus in der Wieningerstraße 15 an den Schneider Matthias Metzger. Danach verliert sich die Spur dieser Familie.

## Werke (Auswahl)
- Augsburg – Kollegialstiftkirche St. Moritz: Kanzelfiguren zusammen mit seinem Bruder Lorenz (1672) – 1944 durch Bomben zerstört.[3]
- Dachau – Pfarrkirche St. Jakob: Taufsteingruppe (1675), Auferstehungschristus (1681) und Antependien (1681)[4]
- Feldgeding (Landkreis Dachau) – Filialkirche St. Augustinus: Altäre, mehrere Figuren und Engel (1673)[5]
- Mering (Landkreis Augsburg) – Pfarrkirche St. Michael: 14 Bruderschaftsstangen (1666)[6]
- Prittlbach (Landkreis Dachau) – Filialkirche St. Kastulus: Engel an den Seitenaltären (1673)[7]

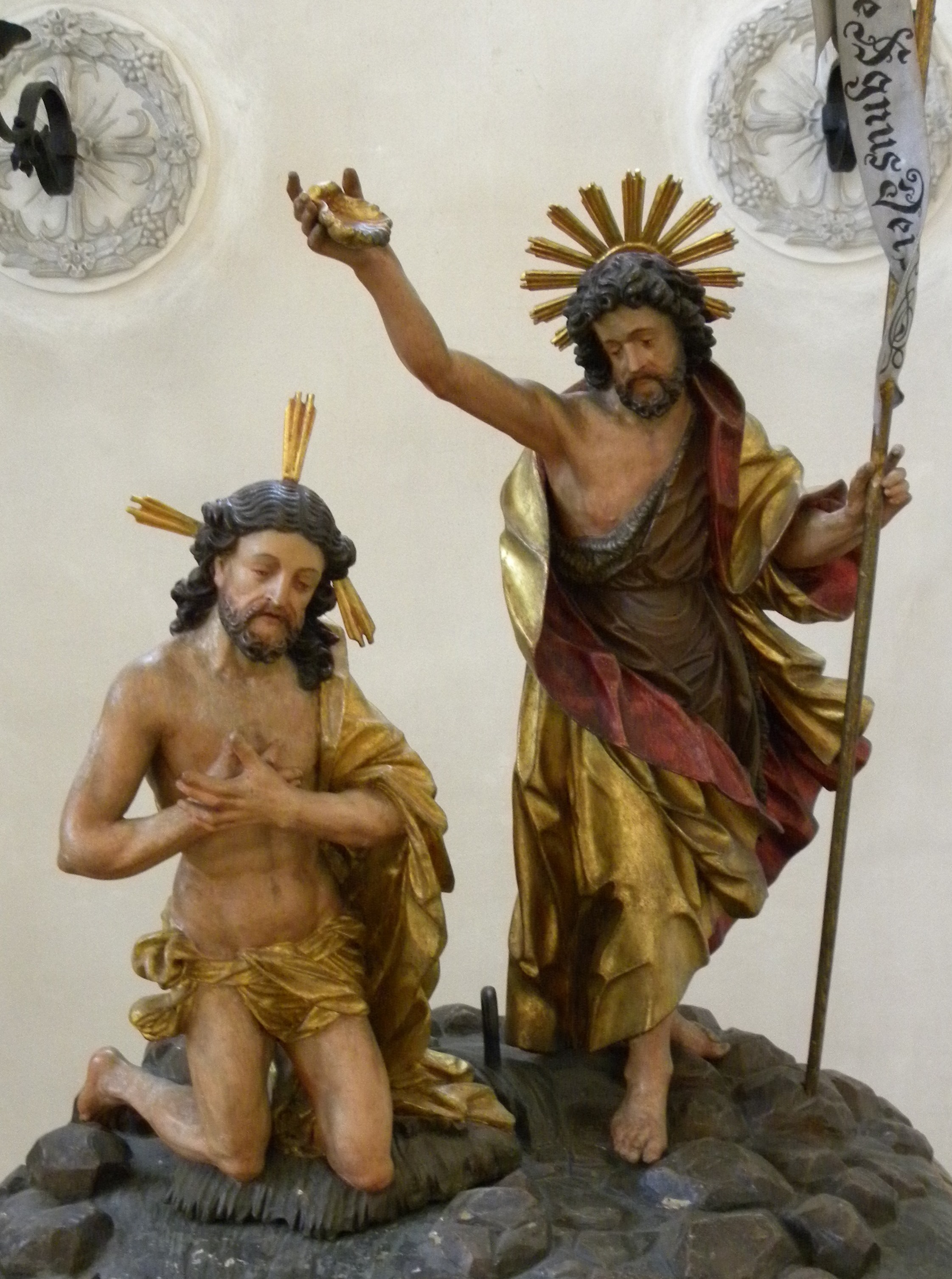
Taufgruppe von Adam Luidl in der Pfarrkirche St. Jakob in Dachau (1675).